# Dalilah Muhammad

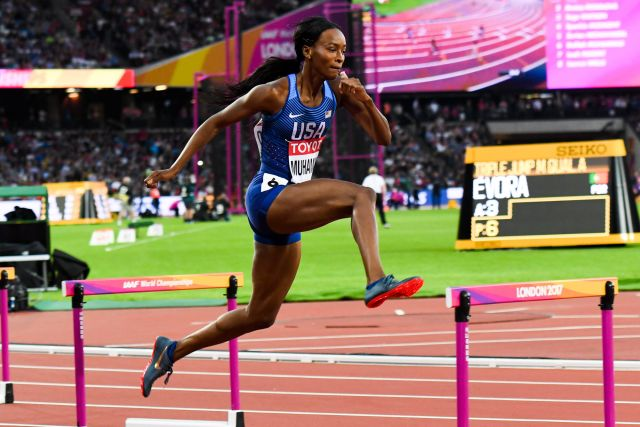
Dalilah Muhammad under VM i friidrott 2017.

Dalilah Muhammad, född 7 februari 1990, är en amerikansk friidrottare.
Muhammad blev olympisk guldmedaljör på 400 meter häck vid sommarspelen 2016 i Rio de Janeiro. Hon slog även världsrekordet på distansen, 52,16, vid VM-finalen i Doha 2019. 
Vid olympiska sommarspelen 2020 tog Muhammad silver på 400 meter häck och slog sitt eget personbästa då hon sprang på tiden 51,58.